# Бомбардировка Задара

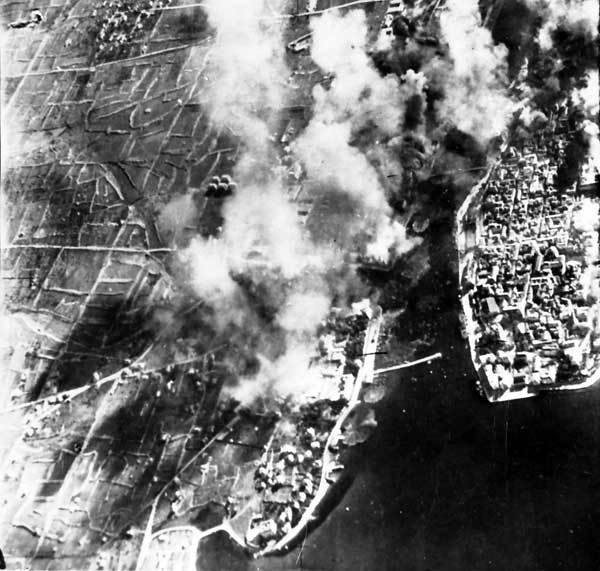
Задар во время бомбардировки

Бомбардировка Задара (итал. Zara) во время Второй мировой войны силами Антигитлеровской коалиции продолжалась с ноября 1943 года по октябрь 1944 года. Другие города в Италии также подвергались бомбардировкам, но Задар стоит здесь особняком из-за большого количества подобных атак и жертв. Данные по бомбардировкам Задара разнятся. Союзники задокументировали 30 рейдов бомбардировщиков, в то время как по современным итальянским данным их было 54. Количество жертв также называют разное: от 1000 до более 4000 человек (при тогдашнем населении города в 20 000 жителей)
В результате бомбардировок около 60 % городских строений было разрушено. Задар зачастую называют «Дрезденом Адриатики» из-за предполагаемых сходств с бомбардировкой этого города. В обоих случаях атаке подверглись города с богатым историческим и культурным наследием, но не имевшие военное или стратегическое значение.

## Бомбардировка
Союзники начали бомбардировку Задара (Зары) из-за сообщений партизан Тито о немецком присутствии в городе, которое было преувеличено. Первая крупная воздушная атака союзников на Задар была проведена 2 ноября 1943 года 12-й воздушной армией США, в ходе которой среди прочих был уничтожен детский дом. Тяжёлые атаки последовали 28 ноября (были убиты 200 человек), 16 декабря и 30 декабря. Эти первые атаки вызвали многочисленные жертвы среди гражданского населения, но город продолжал функционировать, несмотря на нанесённый урон. В бомбардировках участвовали 50 американских North American B-25 Mitchell, сбросивших 90 тонн бомб.
Кроме этих основных атак, город бомбили в меньшей степени и в другие дни. Ковровые бомбардировки полностью уничтожили блоки жилых домов. Центру города был нанесён тяжелый удар, особенно району вокруг Форума и улицы Калеларга, где не осталось ни одного целого здания. Как и в других подобных случаях, здания разрушались не от первоначальных взрывов, а в результате пожаров, вызванных этими взрывами.
Воздушные атаки, которые почти полностью разрушили Задар, следовали с января по март 1944 года. Однако число жертв было гораздо меньше чем ранее, потому что население города бежало в менее повреждённые предместья (Арбанаси и Станови), а также на острова у Задара. Считается, что весной 1944 года в Задаре находилось не более 4000 гражданских лиц. Даже несмотря на то, что промышленные предприятия и пристани были разрушены, бомбардировки продолжались в течение 1944 года. Немцы же были вынуждены организовать порт в Затоне, расположенном у Нина и Ражанаца.
К лету центр Задара практически перестал существовать. Большинство домов было полностью разрушено, а их руины сокрыли улицы. Город был пуст. Период с июня до начала октября не был отмечен крупными воздушными атаками, которые возобновились в середине октября. Тяжелейшие из них выпали на 25-е и 30-е числа этого месяца, пострадали районы Арбанаси, Бродарица, Язина и набережная Рива-Нова.
Последние бомбардировки Задара происходили 31 октября 1944 года, в тот же день Народно-освободительная армия Югославии вошли в Задар. Некоторое количество партизан случайно погибло в результате этой воздушной атаки.

## Разрушения и жертвы
Огромная часть центра города была разрушена, в том числе весь район Рива-Нова с его 12 австро-венгерскими дворцами, почтовым отделением, жилыми кварталами вокруг Форума, Калеларга, школа возле церкви Святого Хрисогона, церкви Святой Марии и баптистерий в соборе Святой Анастасии. Из них восстановлены были только церкви. Многие здания, которые были сожжены, были не воссозданы, а разрушены, а их материалы использовались в восстановлении береговой линии и дорог. Так, театр Джузеппе Верди, который был только слегка повреждён в ходе бомбардировок, в итоге был разграблен и уничтожен. Военные и послевоенные разрушения коснулись в основном западной части полуострова, где располагались правительственные учреждения и пристани.
Помимо разрушений, вызванных действиями союзников, город пострадал также от немцев, заминировавших Рива-Нову перед своим оставлением Задара. Это замедлило послевоенное восстановление города, а также приводило к дополнительным жертвам. После окончания войны наблюдалось значительное изменение численности и национального состава населения Задара, процент хорватов в нём резко вырос.
После войны вопрос о количестве жертв бомбардировок Задара приобрёл политическую окраску, особенно среди итальянцев, покинувших этот город. Они называли цифру в 3000—4000 погибших, а всё произошедшее — актом геноцида по отношению к ним. Большинство же источников указывает цифру в 1000 человек, так как большая часть населения покинула город после первых бомбардировок осенью и зимой 1943 года.